# Самарский, Михаил Александрович
Михаил Александрович Самарский (род. 15 августа 1996, Ростов-на-Дону) — российский писатель, почётный член Союза русскоязычных писателей Болгарии, общественный деятель, президент благотворительного фонда «Живые сердца».

## Биография
Михаил Александрович Самарский родился 15 августа 1996 года в Ростове-на-Дону, в 1997 году с родителями переехал в Москву.
В 2003—2007 годах учился в московской школе № 1084, а в 2007—2012 годах в школе № 1239.
В 2012—2013 годах в школе-экстернате № 1, г. Москва.
С 2013 по 2017 годы обучался на факультете политологии (кафедра социологии и психологии политики) Московского государственного университета им. М. В. Ломоносова.
Одновременно с основным образованием окончил факультет военного обучения МГУ им. Ломоносова и был направлен военкоматом г. Москвы на военные сборы в 4-ю гвардейскую Кантемировскую танковую дивизию.
В 2017 году после окончания МГУ им. М. В. Ломоносова учился во Всероссийском государственном институте кинематографии имени С. А. Герасимова на Высших курсах Кино и Телевидения по программе «Кинорежиссура и кинодраматургия».
Февраль, 2018 год — был принят в компанию «АИР Магистраль» (Москва) на должность директора по развитию социальных проектов.
В августе 2018 года был зачислен актёром в студию «Театральная орбита». Премьера спектакля «Радуга для друга» состоялась 23 августа в Тюменском драматическом театре.
С ноября 2018 года служил актёром в Московском театре им. М. А. Булгакова.
В августе 2020 года успешно прошёл вступительные испытания и был зачислен в магистратуру МПГУ — Московского педагогического государственного университета (Институт филологии) — Кафедра русского языка.
В 2022 году переехал в Израиль.
Переехав в Израиль 16 июня 2022 года опубликовал колонку, в которой осудил российское вторжение в Украину и назвал Владимира Путина «диктатором».

## Семья
- Отец: Александр Васильевич Самарский (род. 12 февраля 1958) — драматург, сценарист, поэт[2][5].
- Мать: Анна Михайловна Самарская (в девичестве Амелина) (род. 4 января 1971) — писательница, автор детективов под псевдонимом «Анна Аркан», председатель Совета благотворительного фонда помощи слепым людям «Живые сердца»[2][5].
- Жена: Арина Александровна Самарская (в девичестве Путинцева) (род. 4 июля 2000) - студентка факультета «Лечебного дела» МГМСУ им.АИ.Евдокимова.

## Литературное творчество

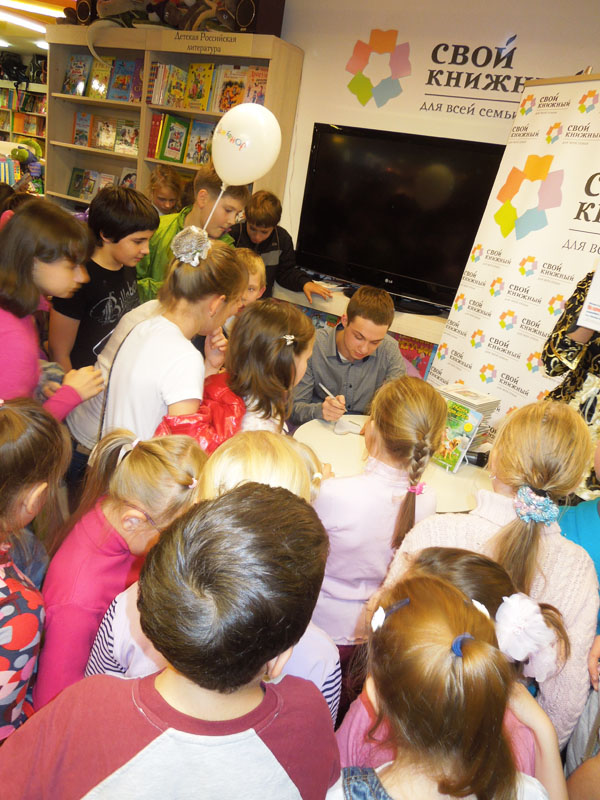
Встреча с читателями в книжном магазине г. Одинцово Московской области

В 13 лет опубликовал первую книгу, повесть «На качелях между холмами», выход которой не остался незамеченным СМИ. По мнению критика журнала «Октябрь» Екатерины Босиной, для зрелых читателей в повести нет «содержательных откровений», но «в языковом отношении „На качелях“ вовсе не „детский лепет“, что выгодно отличает Мишу Самарского от большинства пишущих сверстников». В дальнейшем продолжил литературную деятельность, вышли «Радуга для друга» и ряд других книг.
В 2010 году «Радуга для друга» была рекомендована к публикации Издательским Советом Русской Православной Церкви. В 2012 году в издательстве «Эксмо» под начинающего автора была создана отдельная книжная серия «Приключения необыкновенной собаки».
В 2013 году издательство «Эксмо» создало вторую специальную именную серию «Михаил Самарский. Лучшие книги для подростков». Журнал «Нева», в статье, опубликованной летом 2013 года, отнёс Самарского к наиболее «известным широкой [российской] публике юным прозаикам».
В 2017 году издательство «АСТ» создало две серии «Радуга для друга» и «Романы Михаила Самарского».[значимость факта?]

## Экранизация и постановки
1. 13 октября 2012 года в театре «Самарская площадь» состоялась премьера пьесы «Я — собака» (режиссёр Е. Б. Дробышев) по повести «Радуга для друга»[11]. Данный проект директором театра Натальей Носовой спустя полгода был признан успешным[12]. За спектакль «Я — собака» театр «Самарская площадь» был удостоен специальной премии жюри «За социально значимый проект» губернской премии «Самарская театральная муза-2012»[13].
2. В 2012 году с участием Михаила Самарского снят документальный фильм «Живые сердца», рассказывающий о жизни слепых[14]
3. В 2018 году (в августе) в Тюменском большом драматическом театре состоялась премьера пьесы Михаила Самарского по одноимённой книге «Радуга для друга». Роль лабрадора Трисона сыграл сам автор[15].
4. В ноябре 2018 года состоялась премьера спектакля «Радуга для друга» в Москве (театр им. М. А. Булгакова).[значимость факта?]

## Награды
- За книгу «Радуга для друга» Михаил Самарский был удостоен следующих наград:[16]:

1. Диплом Лауреата Ломоносовского конкурса «Таланты и дарования — 2009»;
2. Золотой Диплом имени Иосифа Александровича Бродского;
3. Главный приз многожанрового литературного конкурса «Слон» в 2009 году[17].
4. Специальный приз жюри Московского открытого фестиваля спектаклей малых форм для детей «Сказочный мир» за текст к спектаклю «Я собака» (2013)[18].

- Проект Михаила Самарского «Прозрение души — Живые сердца» занял второе место в номинации «На равных» на конкурсе «Наше Подмосковье» (2014 г.)[19].
- В 2015 году проект Михаила Самарского, Марии Шепотиненко и Николая Эктова «Формирование национально-государственной идентичности московских школьников» стал лауреатом Всероссийского творческого конкурса научно-исследовательских работ, социальных проектов и программ по воспитанию гражданской идентичности среди студенческой молодежи[20][21].